# Rewazi Nadareiszwili
Rewazi Nadareiszwili (gruz. რევაზ ნადარეიშვილი ;ur. 21 lipca 1991) – gruziński zapaśnik walczący w stylu klasycznym. Olimpijczyk z Rio de Janeiro 2016, gdzie zajął dziesiąte miejsce w kategorii 98 kg.
Brązowy medalista mistrzostw świata w 2017. Ósmy na mistrzostwach Europy w 2016. Piąty na igrzyskach europejskich w 2019. Mistrz świata juniorów w 2011 roku.